# Phare de la Jument
Le phare de la Jument est situé à Ouessant, en mer Celtique. Il fut érigé entre 1904 et 1911 grâce au legs d'un membre de la Société de Géographie de Paris, Charles-Eugène Potron (400 000 francs), sur le récif d'Ar Gazeg (« la jument » en breton).
Il a été inscrit monument historique par arrêté du 31 décembre 2015. Sur proposition de la Commission nationale des monuments historiques, la ministre de la culture et de la communication a, le 20 avril 2017, classé au titre des monuments historiques le phare de la Jument.

## Toponymie
Le nom du phare est une référence au rocher de la Jument, un des termes les plus fréquents de la toponymie nautique bretonne. Nommé ar gazeg (la jument) en breton, ce rocher aurait la forme de cet équidé. Le toponyme pourrait également évoquer la jument bleue  (ar gazeg c'hlas en breton), surnom poétique donné à la mer calme par les Bretons.

## Histoire

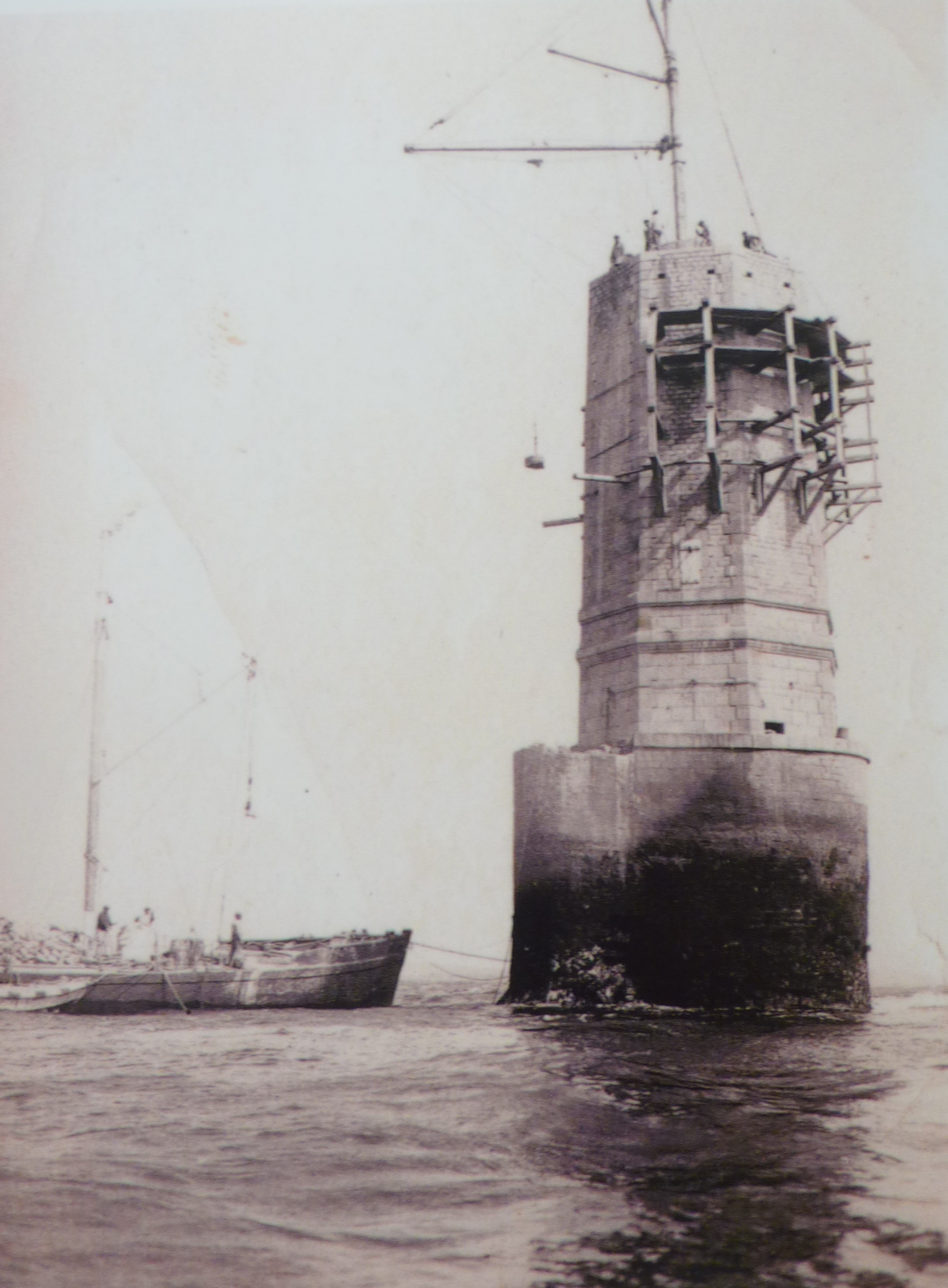
La construction du phare de la Jument en 1906

### Construction
Le phare a été construit à l'entrée des courants violents du Fromveur, où de nombreux naufrages eurent lieu : entre 1888 et 1904, trente et un navires sont perdus dans cette zone. Le plus connu de ces naufrages est celui du paquebot anglais Drummond Castle qui heurta la roche des Pierres Vertes (dans l'ouest de l'île de Molène) dans la nuit du 16 au 17 juin 1896, et où 258 personnes trouvèrent la mort (il n'y eut que trois survivants). Dans son ouvrage La terre du passé (1901), l'écrivain breton, alors célèbre, Anatole Le Braz, décrit l'état de la signalisation marine à Ouessant, avant la construction de la Jument.
Le 20 février 1904, un décret ministériel officialise la décision de construire une tour en béton sur la roche de « la jument », d'un diamètre à la base de sept mètres minimum, et d'une hauteur à spécifier lors de la construction, et ayant la possibilité d'accueillir un éventuel feu. Les travaux vont commencer, lorsque Charles-Eugène Potron écrit dans son testament :

« Je soussigné Charles-Eugène Potron, demeurant à Paris rue du Sommerard, 11, lègue la somme de quatre cent mille francs, 400 000 francs, pour l'érection d'un phare, bâti de matériau de choix, pourvu d'appareils d'éclairage perfectionnés. Ce phare s'élèvera sur le roc dans un des parages dangereux du littoral de l'Atlantique, comme ceux de l'île d'Ouessant. La désignation sera celle de la localité. On gravera sur le granit, « Phare construit en vertu d'un legs de Charles-E. Potron, voyageur, membre de la société géographique de Paris ». En cas de non acceptation ou de non exécution dans un délai de six à sept ans depuis la date de mon décès, la totalité de cette somme reviendrait à la Société centrale de sauvetage des naufragés pour la construction de canots et d'engins de secours. Mais cette substitution ne s'effectuerait que dans l'absolue impossibilité de réaliser ma première intention ; s'il est héroïque de remédier aux sinistres dans la mesure extrême des forces humaines, il vaut mieux encore les prévenir. »

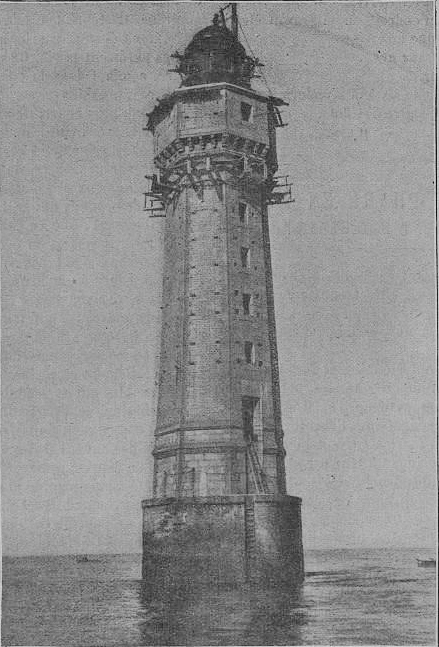
La phare de la Jument en fin de construction (photographie de Daniel Bellet, 1912)

Le ministère des Travaux publics accepta cette offre généreuse. Aussitôt le directeur des phares et balises s'adressa à l'ingénieur en chef Henri-Louis-Émile Willotte pour hâter les repérages afin d'entreprendre « la construction d'un phare analogue à celui d'Ar-Men, sur les Pierres-Vertes, qui répondrait à la fois aux vues du testateur et à celles de l'administration. » Des repérages ayant déjà été faits sur le rocher de la Jument, l'emplacement prévu fut changé, et le projet définitivement approuvé le 18 novembre 1904. Le directeur des Phares et Balises donna, quant au choix de l’emplacement du futur phare, des précisions de nature « stratégiques » en matière de signalisation maritime, à la Société de Géographie, lors de sa séance du 20 janvier 1905 : « L'écueil de la Jument est placé de telle sorte qu'une ligne droite le joignant au phare des Pierres Noires, laisse au nord tous les dangers; il forme l'extrémité sud de la chaussée qui entoure le promontoire sud d'Ouessant et constitue un point saillant sur lequel un feu et un signal sonore peuvent par un temps bouché rendre les plus grands services. Le phare établi sur cet écueil flanquera en ce point le phare de Créac'h d'une façon analogue à celle réalisée de l'autre côté par le phare du Stiff. La sirène suppléera d'une façon précieuse à l'insuffisance maintes fois constatée de celle du phare de Créac'h qui est à 2 milles en arrière des dangers. ».
Les travaux de construction furent dirigés par Georges Clet Heurté, né le 24 décembre 1865 à Primelin (les Heurté sont originaires de Kérouil). Son grade officiel est alors « conducteur principal des Ponts et Chaussées ». Georges Heurté a déjà travaillé notamment pour la construction du phare de l'Île Vierge. L'état sommaire de ses services établit son rôle de 1905 à 1911. Pour l'exercice 1907, son dossier fait état pour la construction du phare, d'une dépense de 80 000 francs, pour 1908 de 90 000 francs, pour 1909 de 86 349,76 francs, pour 1910 de 92 000 francs, et enfin pour l'exercice 1911, de 86 700 francs. Il ne s'agit probablement que des dépenses liées au « gros œuvre ». On peut noter que la constance de ces dépenses permet de confirmer que la construction du phare a été poursuivie même par « gros temps ».
Mais l'accès au rocher était rendu très difficile d'accès par les courants violents, la marée, les conditions météorologiques… Les travaux avancèrent d'abord lentement, avec seulement 52 heures de travail possible la première année, ce qui était inquiétant, le testament spécifiant que le phare devait être construit dans les sept ans après la mort du donateur. Le service des phares et balises mit donc la pression sur les ingénieurs et ouvriers, et affréta plus de matériel.
L'administration centrale s'active également : dans le Journal officiel du 5 mai 1909, paraît un premier avis d'adjudication restreinte pour la fourniture d'une lanterne de 4 mètres de diamètre avec soubassement métallique et cabane accolée. Pour mémoire, le montant fut fixé à 34 300 francs. Pour autant, le délai ne fut pas suffisant, le phare fut achevé avec sept mois de retard et surtout avec une assise de taille plus petite. Malgré tout le feu fut quand même allumé le 15 octobre 1911, mais les aménagements intérieurs ne furent terminés que trois ans après la mise en service du phare. Le coût total de la construction fut estimé à 850 000 francs.

### Consolidation et automatisation
Entre le 21 et le 23 décembre de la même année, ébranlée par une tempête, la tour de la Jument se mit à vibrer. Le mercure déborda de sa cuve,, et les vitres de la lanterne se fendirent. Malgré la peur de voir le phare s'écrouler, les crédits pour la consolidation ne furent débloqués qu'en 1914 ; les travaux qui suivirent améliorèrent l'assise de la tour, mais le fût restait fissuré. On profita de l'intensification de la guerre sous-marine à partir de janvier 1917 pour éteindre le feu et entamer une campagne de renforcement de la base du phare (extinction du 28 décembre 1917 au 6 novembre 1918), à l'aide d'une cuirasse en béton armé. Mais ce n’est qu’en 1934, que l’ingénieur Coyne décida d’haubaner l’édifice dans le fond par trois câbles métalliques d’une trentaine de mètres de long.
En septembre 1974, la Jument connut aussi une de ses plus grosses tempêtes. Une déferlante brisa la lanterne, emporta la lampe à pétrole et dévala les escaliers de haut en bas, obligeant les gardiens, Jean-Claude Roger et Noël Violant, à se réfugier dans la cuisine, après avoir ouvert la porte du phare pour évacuer l'eau. Du mercure sur lequel flotte l'optique, s'était écoulé de la cuve ; ils terminèrent la nuit à le récupérer.
Il fut automatisé et quitté par les gardiens le 26 juillet 1991.
La cuve de mercure déborde à nouveau en 2014 pendant une tempête. L'opération de nettoyage se poursuit jusqu'en 2015, date à laquelle la lanterne est remplacée par un système optique à LED,.
Un panneau solaire est installé en 2023 pour alimenter le phare, qui dispose cependant d'un groupe électrogène pour pallier la déficience éventuelle de soleil.

### Notoriété
Le phare de la Jument est devenu mondialement célèbre grâce à une série de sept clichés spectaculaires réalisés par le photographe Jean Guichard le 21 décembre 1989, montrant le phare dans la tempête balayé par une vague déferlante alors que son gardien, Théodore Malgorn, se tient sur le pas de la porte. Un de ces clichés apparaît dans plusieurs scènes intérieures du film Les Infiltrés de Martin Scorsese (2006).
Durant une campagne de mesure effectuée sur le phare de la Jument durant l'hiver 2017-2018, une hauteur de vague maximale de 24,60 m a été relevée,.
L’écrivain Henri Queffélec (1910-1992) a consacré l’un de ses romans, « Le phare »,  à l’histoire de sa construction.

## Caractéristiques nautiques
Feu : rouge produit par un fanal à LED de 3 x 12 watts. Rythme : trois éclats groupés en 12 secondes.

## Le trois-mâtsCatarina Stockholm
Le trois-mâts Catarina Stockholm a disparu en 1896 dans le raz de Sein près du récif de La Jument alors que, venant du Sénégal, il se dirigeait vers l'Angleterre. Un chant traditionnel breton (une gwerz), dénommé Catarina Stockholm, a aidé des membres de la Société d'archéologie et de mémoire maritime de Fouesnant à retrouver les restes de l'épave.